# Содом и Гоморра (роман)
«Содом и Гоморра» (фр. Sodome et Gomorrhe) — произведение Марселя Пруста, последнее вышедшее при жизни писателя. Четвёртый роман цикла «В поисках утраченного времени», впервые увидевший свет в 1921—1922 годах.

## Сюжет
Тема романа «Содом и Гоморра» и его сюжет выросли из романа предыдущего — «У Германтов», оказавшись тесно с ними связанными. Это тема моральной деградации светского общества, сфокусированная в образе барона де Шарлю. Но определённые сюжетные нити тянутся к «Содому и Гоморре» и от книги «Под сенью девушек в цвету»: это тема любви и перипетии взаимоотношений героя с Альбертиной.
В качестве эпиграфа взята цитата из стихотворения Альфреда де Виньи «Гнев Самсона», входящего в посмертно изданный цикл «Судьбы» (1864):
У женщин будет Гоморра, 

а у мужчин — Содом.

## Из истории романа
Сначала Пруст написал небольшой фрагмент, озаглавив его «Содом и Гоморра» и включив во второй том первого издания романа «У Германтов» как его завершающую часть. Этот том вышел в 1921 году. В современных научных изданиях эта часть называется обычно «Содом и Гоморра I» и включается в состав одноимённого романа, собственно «Содома и Гоморры» или «Содома и Гоморры II» научных изданий.
Отдельные его фрагменты печатались в ряде парижских журналов в ноябре 1921 года, в апреле и мае 1922 года. Сам роман вышел в издательстве «Нувель Ревю Франсез» во второй половине 1922 года в трёх небольших томах.
На русском языке роман впервые опубликован в 1938 году в переводе Андрея Фёдорова (совместно с Н. П. Суриной), в 1987 году вышел новый перевод Николая Любимова.

## Особенности текста романа
Пруст скончался 18 ноября 1922 года. У него было мало времени и сил для работы над корректурой книги. Прочёл он её, видимо, не до конца. Да и та правка, что делал он на полях корректурных листов, не всегда согласуется с остальным текстом и поэтому не была учтена. Есть существенные разночтения между текстом первого издания, с одной стороны, и с правленной автором машинописью или рукописью романа — с другой. Ряд значительных пассажей рукописи (иногда вполне законченных) не вошли в печатный текст. Видимо, автор предполагал воспользоваться ими в дальнейшем.
Роман «Содом и Гоморра» — это последняя книга Пруста, вышедшая при жизни автора. Но подготовил её текст к печати он лишь частично, поэтому в первом издании оказалось немало опечаток и неверных чтений, которые устранены только в последних научных изданиях, в частности, в галлимаровской серии «Библиотека Плеяды».

## Издания романа на русском языке
- М. Пруст. В поисках утраченного времени: Содом и Гоморра. / Пер. с фр. Н. М. Любимова; Предисл. и коммент. А. Михайлова; Худож. Г. Клодт. — М.: Худож. лит., 1987. — 559 стр., ил. (Зарубежный роман XX века)
- М. Пруст. Содом и Гоморра. // Серия «В поисках утраченного времени», ч.4. / Перевод Н. М. Любимова. — М.: Эксмо, 2008.